# Via Maris
Para a rodovia brasileira chamada Caminho do Mar, ver Rodovia Caminho do Mar

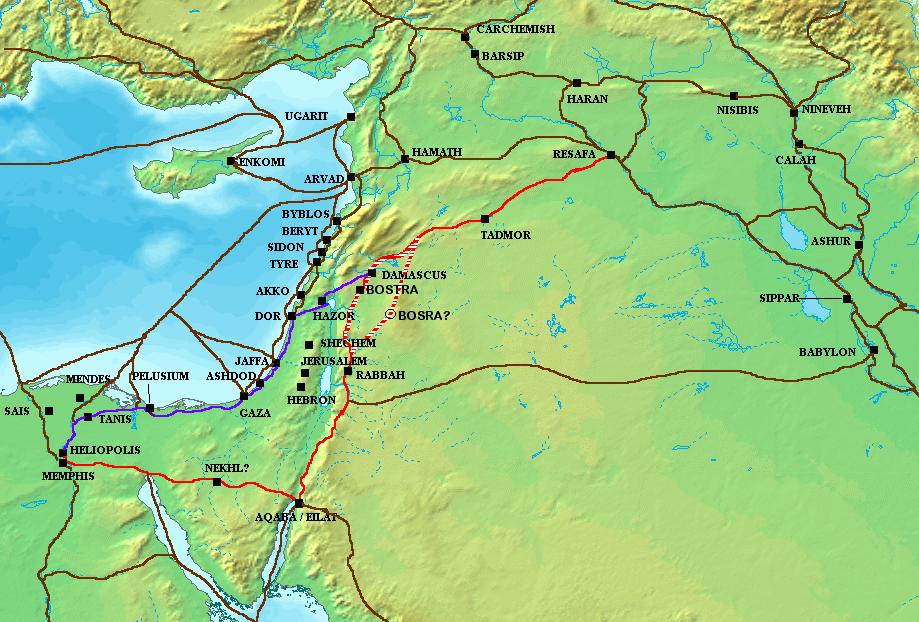
Caminho do Mar em roxo. Em vermelho, o Caminho dos Reis

Caminho ou Via do Mar (em latim: Via Maris) é o nome moderno de uma antiga rota comercial, do início da Idade do Bronze, que ligava o Egito aos impérios que surgiram nos territórios da Síria, Anatólia e Mesopotâmia. Seu nome, de origem latina, remete-se ao fato dela percorrer ao longo da costa da Palestina. Era chamada antes de "Caminho dos Filisteus", uma referência à sua passagem pela "Planície Filisteia" (que é hoje parte da porção sul da planície costeira de Israel e da Faixa de Gaza).
Juntamente com o Caminho dos Reis, o Caminho do Mar era uma das mais importantes rotas comerciais de sua época e cruzava com outras rotas importantes, permitindo a ligação entre a África e a Europa ou a Ásia. Ela começa em al-Qantara e segue para o leste até Pelúsio, seguindo a costa norte do Sinai atravessando el-Arish e Rafá. De lá, ela segue a costa de Canaã atravessando a Faixa de Gaza, Ascalão, Asdode, Jafa e Dor antes de virar novamente para o leste atravessando Megido e o vale de Jezreel até alcançar Tiberíades, no mar da Galileia. Novamente virando para o norte ao longo da costa, a Caminho do Mar passa por Migdal, Cafarnaum e Hazor. De lá, ela cruza o Jordão setentrional na Ponte das Filhas de Jacó e começa a subir as Colinas de Golã chegando até Damasco, na Síria. Ali, os viajantes podiam continuar pelo Caminho dos Reis até o Eufrates ou seguir para o norte até a Anatólia.

## Descrição alternativa
Segundo Stephen Langfur, que cita a obra do importante geógrafo Anson Rainey, o Caminho do Mar não era um termo romano utilizado para designar uma estrada e sim uma tradução para o latim de Isaías 9:1 ("...terra Zabulon et terra Nephthalim via maris trans Iordanen Galilaeae gentium" — "...terra de Zebulom e a terra de Naftali, porém no tempo vindouro tornará glorioso o caminho do mar além do Jordão, o distrito das nações"). Segundo ele, Isaías estaria fazendo referência a uma estrada que ligava Dan ao mar em Tiro, que demarcava a fronteira norte de Israel na época da conquista assíria.
A estrada conhecida tradicionalmente como Caminho do Mar seria a "Grande Estrada", ligando o Egito a Damasco, e chamada assim por Barry J. Beitzel, John D. Currid & David P Barrett e Rainey & Notley. Carl G. Rasmussen também percebe o que ele chama de engano tradicional e chama a rota entre o Egito e Damasco de "Rota Internacional Norte-Sul". Rasmussen, basicamente concordando com Langfur e Rainey, sugere que o Caminho do Mar seria a via que ligava Tiro a Damasco. Beitzel, por outro lado, chama de Caminho do Mar a estrada de Ptolemais da Fenícia até Cadexe.